# ヴァンセンヌ競馬場

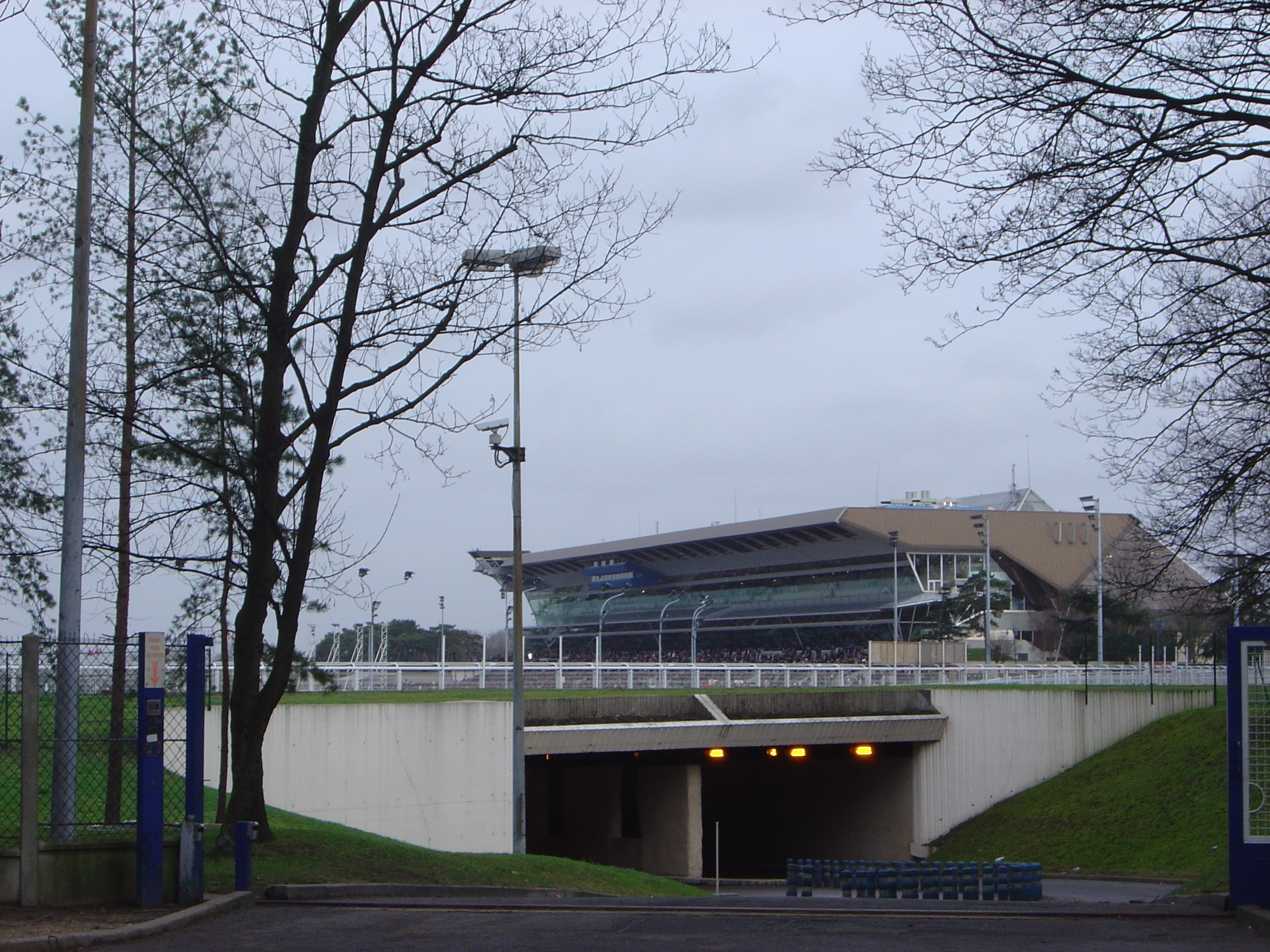
L'hippodrome

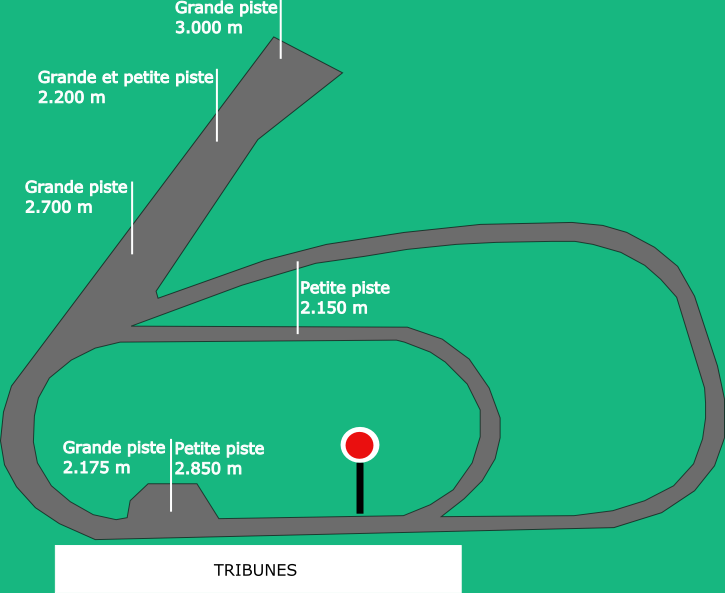
Les pistes de l'hippodrome

ヴァンセンヌ競馬場（ヴァンセンヌけいばじょう、Hippodrome de Vincennes）は、フランス・パリヴァンセンヌの森にある競馬場。施行者ならびに管理者はシュヴァルフランセである。繋駕速歩競走及び騎乗速歩競走が施行され、収容人数は60,000人とパリにある競馬場の中で最も規模が大きい。1863年3月29日に開設された。
施行される競走は、フランス最大の競馬イベントであるアメリカ賞（G1）が有名。その他に共和国大統領賞（G1）、グランナシオナル（G1）等がある。コースは外回り1970m、内回り1325m。全てダートの左回り。